# Paridactus nigrosignatus
Paridactus nigrosignatus är en skalbaggsart som beskrevs av Stefan von Breuning 1969. Paridactus nigrosignatus ingår i släktet Paridactus och familjen långhorningar. Inga underarter finns listade i Catalogue of Life.